# Organisation Werbungtreibende im Markenverband
Die Organisation Werbungtreibende im Markenverband (OWM) ist ein deutscher Verband der Werbungtreibenden mit Sitz in Berlin.
Die Gründung erfolgte 1995. Der Verein entstand durch Zusammenführung von Fachausschuss für Wirtschaftswerbung des Markenverbands und Arbeitskreis Werbefernsehen der deutschen Wirtschaft.
Die Geschäftsführung obliegt Susanne Kunz.
Vorsitzender des Lobbyverbands ist Maike Abel, zugleich Digital Corporate Marketing Director bei Nestlé Deutschland.
Zweck des Branchenverbandes ist „die Vertretung der Interessen der Werbung treibenden Unternehmen in allen relevanten Themen der Marketingkommunikation“. Dies bedeutet z. B. den Einsatz für weitgehende Deregulierung von Werbevorschriften, beispielsweise zur Fernsehwerbung. Auch wendet der Verband sich gegen jede Art von Werbeverboten für legale Produkte; so unterstützte er beispielsweise die Klage gegen die erste Tabakwerberichtlinie der Europäischen Union.

## Mitglieder
Der Verband hat mehr als 160 Mitglieder, darunter Großkonzerne und größere mittelständische Unternehmen; Beispiele:
- Allianz Versicherung AG
- Beiersdorf AG
- BSH Hausgeräte GmbH
- Flughafen München GmbH
- Deutsche Bank AG
- Henkel AG & Co. KGaA
- Nestlé Deutschland
- Deutsche Telekom
- Volkswagen AG[6]